# Nadvirna (huyện)
Huyện Nadvirna (tiếng Ukraina: Надвірнянський район, chuyển tự: Nadvirnas'kyi raion) là một huyện của tỉnh Ivano-Frankivsk thuộc Ukraina. Huyện Nadvirna có diện tích 1294 km², dân số theo điều tra dân số ngày 5 tháng 12 năm 2001 là 113611 người với mật độ 88 người/km2. Trung tâm huyện nằm ở Nadvirna.